# 因斯基普 (加利福尼亞州)
因斯基普（英語：Inskip）是位於美國加利福尼亞州比尤特縣的一個非建制地區。該地的面積和人口皆未知。

## 地理
因斯基普的座標為39°59′24″N 121°32′28″W / 39.99000°N 121.54111°W，而該地的平均海拔高度為1456米（即4777英尺）。